# Пожежа в Москві (1812)

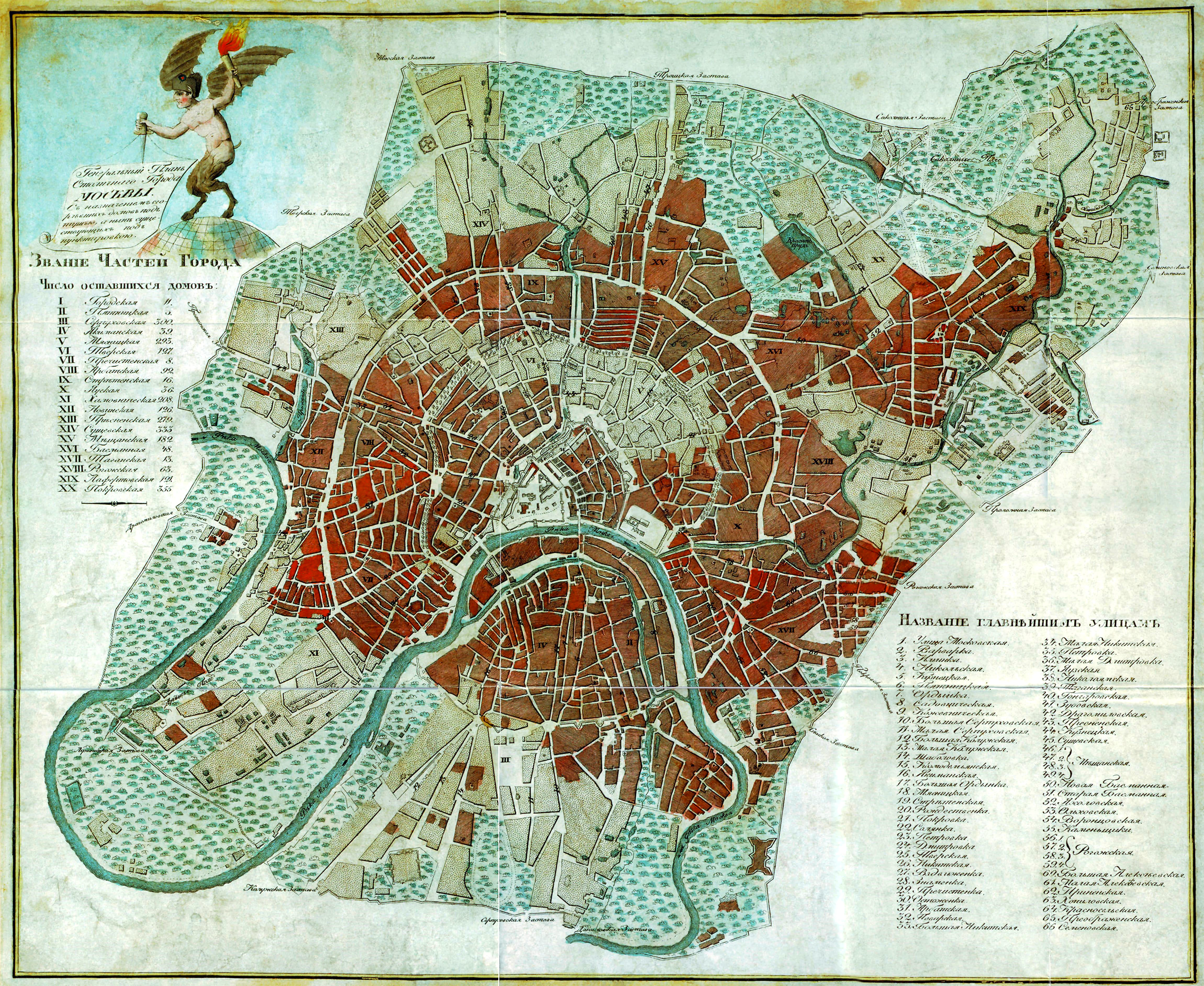
Карта 1817 року. Червоним позначено знищені вогнем райони Москви.

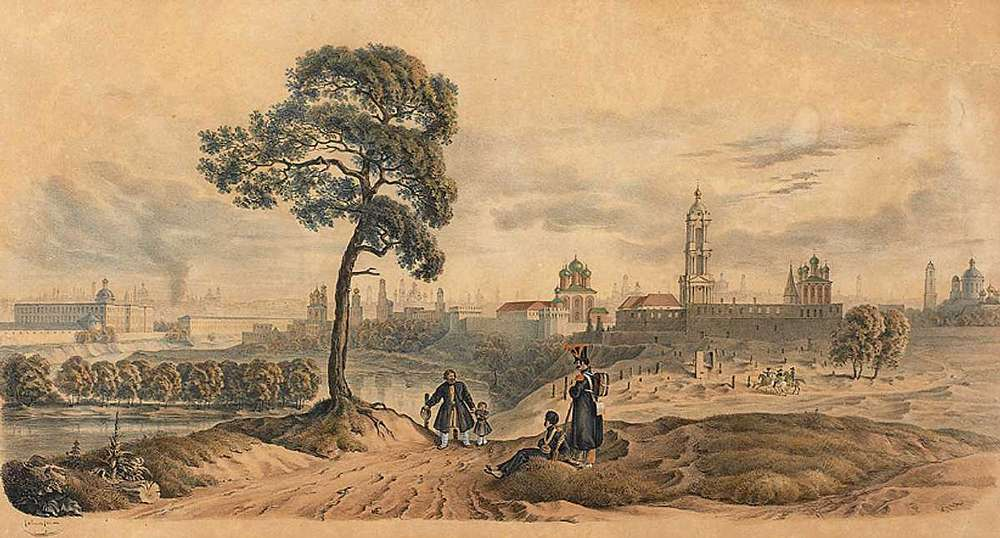
Фабер дю Фор. Москва 1812

Під час французької окупації Москви з 14 по 18 вересня 1812 року тривала пожежа, яка майже знищила місто. Російські війська та більшість цивільних залишили місто 14 вересня 1812 року перед тим, як війська французького імператора Наполеона увійшли в місто після Бородінської битви. Відповідальним за організацію знищення колишньої столиці, з метою ще більше послабити французьку армію в спаленому місті, іноді називають московського військового губернатора графа Федора Ростопчина.

## Передісторія
Після продовження «операції стримування» Барклая в рамках його виснажливої війни проти Наполеона, Кутузов використав Ростопчина, щоб спалити більшість ресурсів Москви в рамках тактики випаленої землі, партизанської війни козаків проти французьких поставок і тотальної війни селян проти французького фуражування. Така війна без великих битв послабила французьку армію в її найвразливішому місці — тиловому забезпеченні. 19 жовтня 1812 року французька армія, не маючи провіанту та попереджена першим снігом, добровільно покинула місто.
Що стосується самого стану Москви, то місто було здебільшого безлюдним, принаймні в порівнянні зі звичайним рівнем населення: на початку 1812 року, згідно з тогочасним опитуванням поліції, Москва мала близько 270 184 жителів; з них від 6200 до 10 000 цивільних осіб вирішили залишитися в місті після приходу французів, на додаток до 10 000-15 000 хворих або поранених російських солдатів.

## Причини

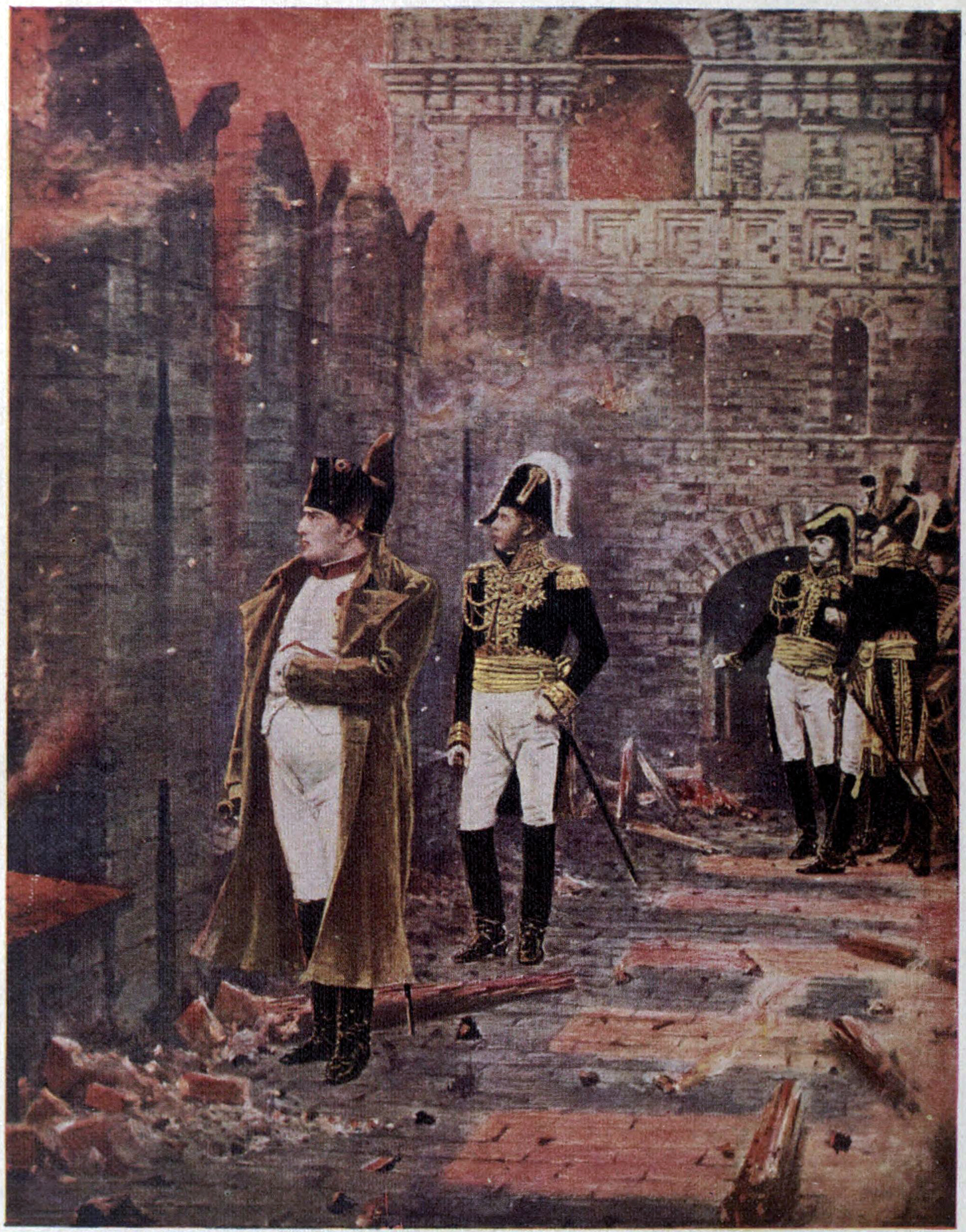
Наполеон спостерігає за пожежею Москви зі стін Кремля

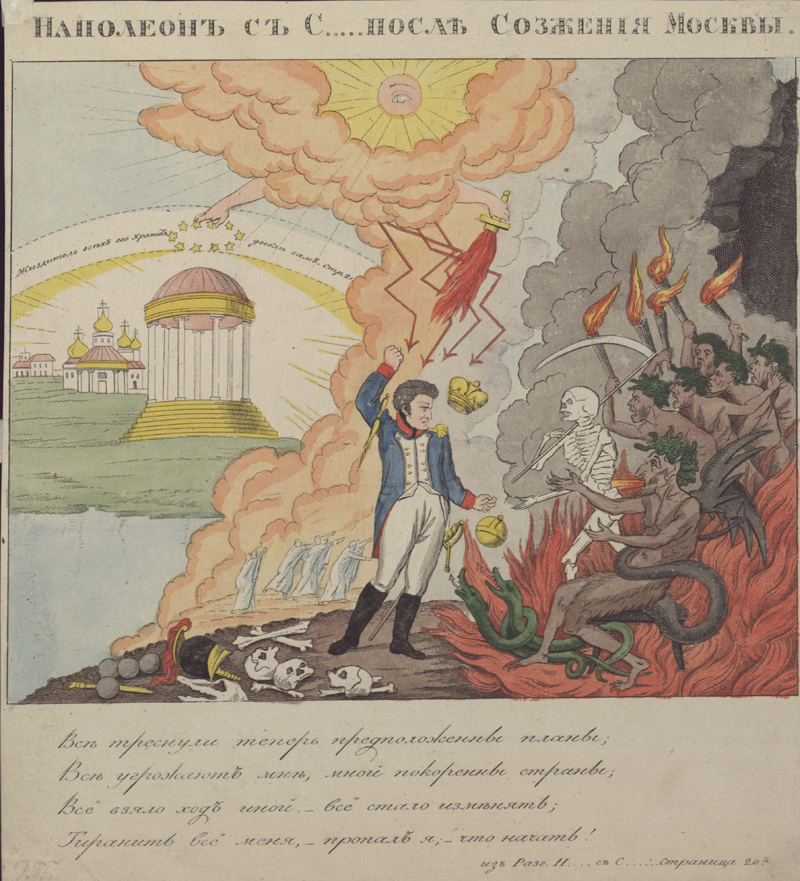
Карикатура XIX-го століття (лубок). Наполеон зустрічає Сатану після пожежі в Москві, художник Іван Олексійович Іванов

Пожежні машини шукали від учора, але частину з них забрали, а решту вивели з ладу… Поляки доповіли, що вони вже спіймали кілька підпалювачів і розстріляли їх… вони добули інформацію про те, що губернатор міста та поліція дали наказ спалити вночі все місто.
Перед від'їздом із Москви граф Ростопчин нібито наказав начальнику поліції (і звільненим каторжникам) підпалити Кремль і великі громадські будівлі (зокрема, церкви та монастирі). Пожежі поширювалися. За словами Жермени де Сталь, яка виїхала з міста за кілька тижнів до прибуття Наполеона, а потім листувалася з Кутузовим, саме Ростопчин наказав підпалити власні особняки, щоб французи не селилися в них. Французька актриса Луїза Фюзіль, яка жила в Москві, писала, що пожежа почалася на вулиці Петровка, і докладніше розповідає про це у своїх спогадах. Нині більшість істориків звинувачують у перших пожежах російську тактику випаленої землі.
Крім того, було схоплено московського поліціянта, який намагався підпалити Кремль, де в той час перебував Наполеон. Приведений до Наполеона, офіцер зізнався, що йому та іншим наказано підпалити місто, після чого, за наказом розлюченого Наполеона, його на місці убили гвардійці.
Вид пожежі глибоко стурбував Наполеона, який був нажаханий і наляканий рішенням росіян знищити їхнє найсвятіше і найулюбленіше місто, перш ніж здати його. За його словами, більшість церков, монастирів і палаців збереглися, оскільки були кам'яними. Свідок записав, як він залишався приголомшеним, дивлячись на пожежу з Кремля, і сказав: «Яке жахливе видовище! І вони зробили це самі! Стільки палаців! Яке неймовірне рішення! Що за люди! Це скіфи!».
За словами Ларрея, катастрофа спричинила безліч невеликих пожеж, які швидко вийшли з-під контролю та сформували масове полум'я з північного сходу. Пожежі швидко поширювалися, оскільки більшість будівель у Москві були дерев'яними, за винятком Німецької слободи. Попри те, що в Москві була пожежна команда, її обладнання раніше було або вивезено, або знищено за наказом Ростопчина. Полум'я перекинулося на арсенал Кремля, його загасили французькі гвардійці. Повідомляється, що горіння Москви було видно на відстані до 215 км.
Толстой у книзі Війна і мир припускає, що місто не було навмисно підпалене ані росіянами, ані французами, а пожежа була природним результатом передачі безлюдного й переважно дерев'яного міста в руки військ. До вторгнення пожежі спалахували майже щодня, навіть за наявності власників і повноцінної роботи пожежної частини, а солдати розпалювали додаткові вогні для власних потреб: курили люльки, готували їжу двічі на день і спалювали майно ворогів на вулицях. Деякі з цих вогнищ неминуче вийшли з-під контролю, і без ефективних дій з пожежогасіння ці окремі пожежі в будівлях могли поширитися на квартали та, зрештою, перетворитися на загальноміську пожежу.

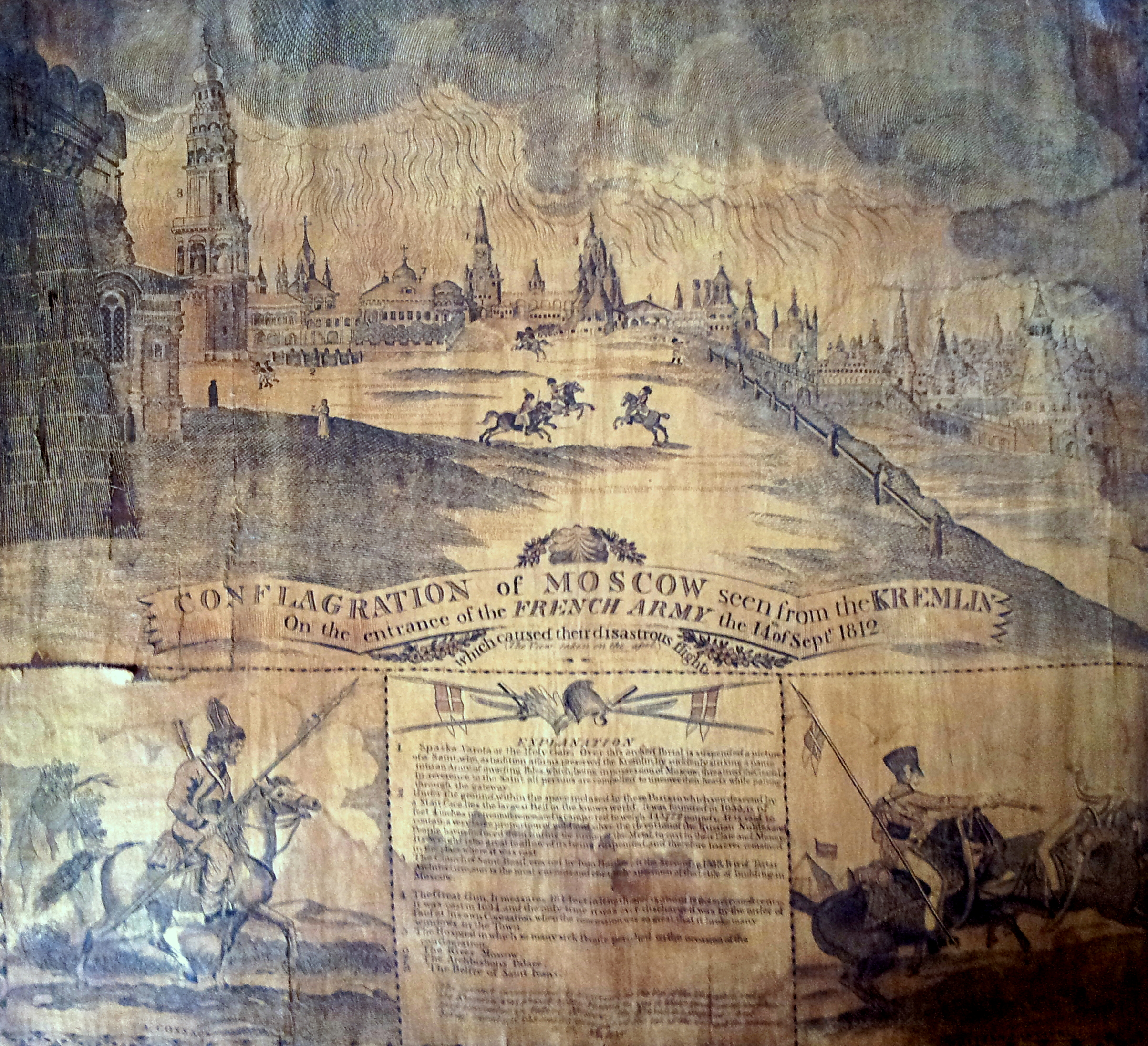
Пам'ятна бандана: Підпал Москви (1812), надрукована в Англії — «Пожежа Москви, вид з Кремля, на вході французької армії, 14 вересня 1812 року»

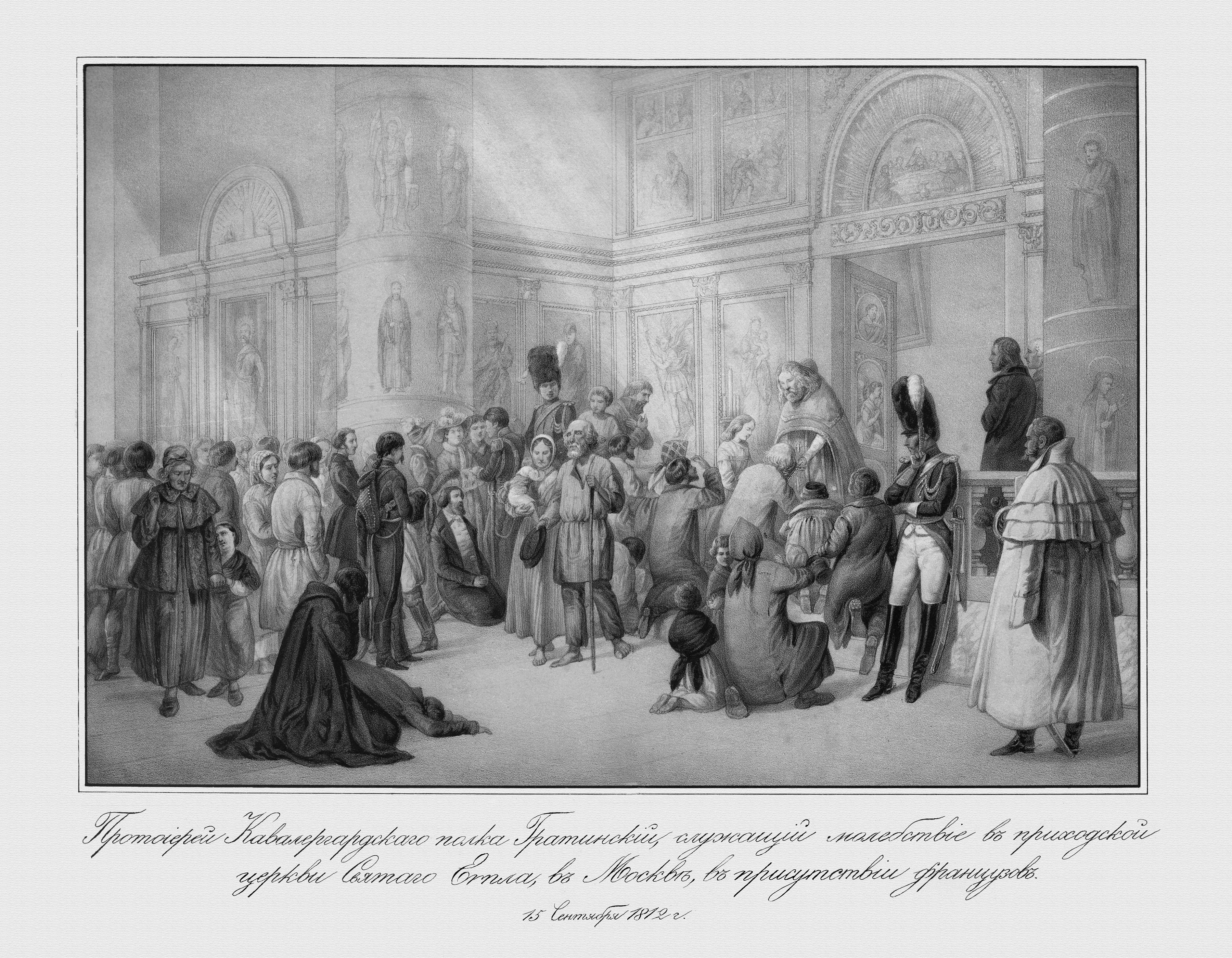
Літургія в московській церкві Євпла Катанського в присутності французьких солдатів, 27 вересня 1812 року

Маневр в Тарутіно

## Масштаби катастрофи
…У 1812 році в Москві було близько 4000 кам'яних і 8000 дерев'яних будинків. З них після пожеж залишилося лише близько 200 кам'яних будівель і близько 500 дерев'яних будинків разом із приблизно половиною з 1600 (?) церков, хоча майже кожна церква була певною мірою пошкоджена… Велика кількість церков, які уникли повного знищення вогнем, пояснюється, ймовірно, тим, що вівтарне приладдя та інша атрибутика виготовлялися з дорогоцінних металів, що одразу привернуло увагу грабіжників. Дійсно, Наполеон систематично проводив розчистку церковного срібла, яке опинилося в його військовій скрині, мобільній скарбниці.
Ставлення французів до залишених росіян, як цивільних, так і солдатів, було неоднозначним: згідно з російським джерелом, вони руйнували монастирі та підривали пам'ятки архітектури. Московські церкви свідомо перетворювали на стайні та вигрібні місця. Священиків, які не віддали церковних святинь, жорстоко вбивали, монахинь ґвалтували, старовинними іконами топили печі. З іншого боку, Наполеон особисто подбав про те, щоб до Москви було доставлено достатньо їжі, щоб нагодувати всіх росіян, які залишилися, незалежно від статі та віку.
Проте в будівлях, що залишилися, вистачило місця для французької армії. Як міркував генерал Марселлін Марбо:

Часто стверджують, що пожежа Москви… була головною причиною поразки кампанії 1812 року. Це твердження видається мені спірним. Почнемо з того, що руйнування Москви не було настільки повним, щоб у ній не залишилося достатньо будинків, палаців, церков і казарм для розміщення всієї армії [на цілий місяць].

## Відбудова міста

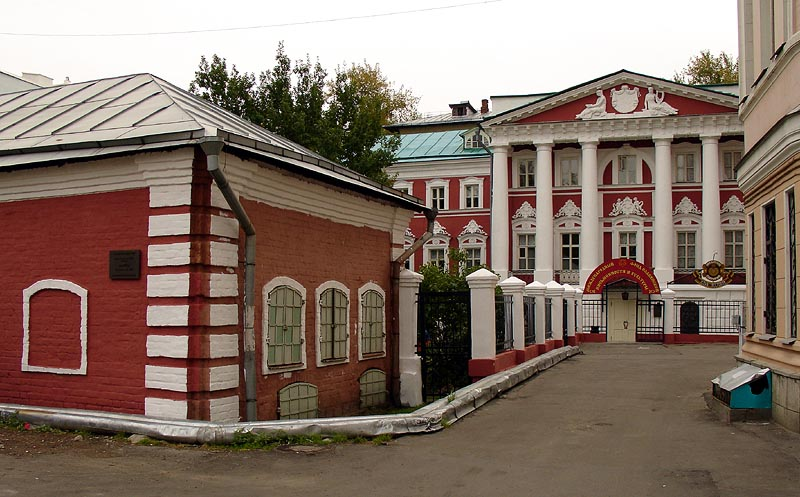
Деякі будівлі XVIII-го століття перебудували за оригінальними планами

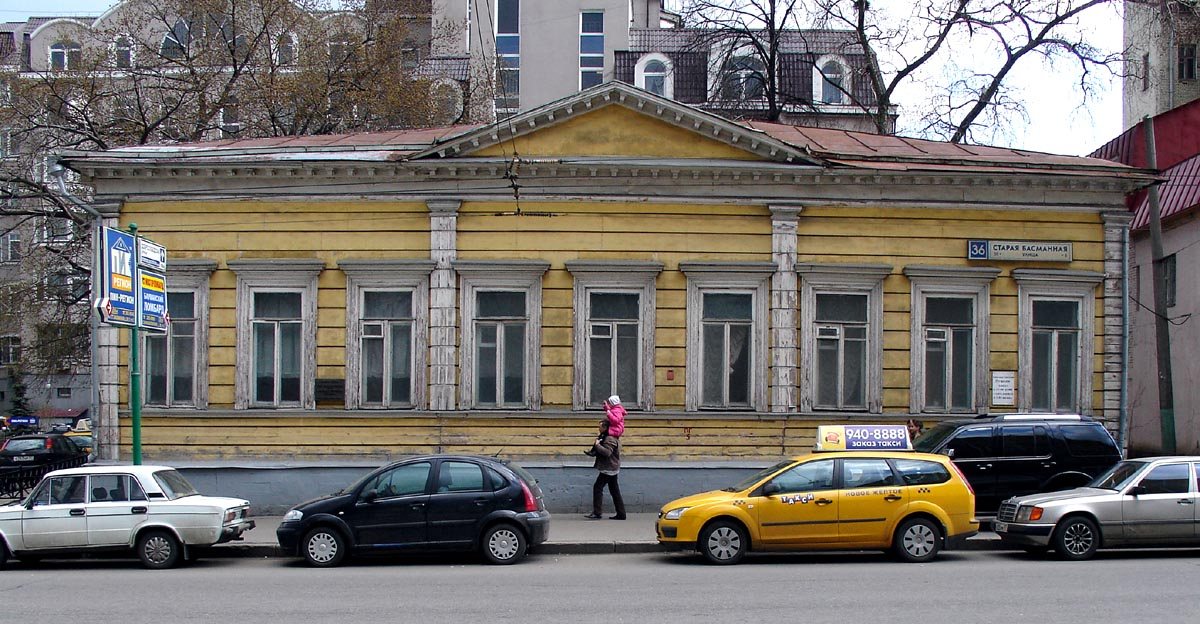
Будинок Василя Пушкіна, типовий зразок дешевої дерев'яної архітектури 1810-х років з неокласичним оздобленням

Процес відновлення після пожежі під керівництвом військового губернатора Олександра Тормасова (1814—1819) і Дмитра Голіцина (1820–бл. 1840) був поступовим і тривав більше десяти років.

## В культурі
- Окупацію і пожежу описує Лев Толстой у романі Війна і мир (книга XI).Толстой зображує прийняття рішень після Бородіна в перших чотирьох розділах 11 книги «Війни і миру». Це починається з есе про труднощі, або, можливо, навіть про неможливість визначення причини та наслідку в історії. Він атакує, зокрема,теорію історії великої людини, яка говорить, що події можна пояснити «діями якоїсь однієї людини – царя чи полководця, що Кутузов, наприклад, віддав наказ армії залишити Москву французам, і тому вони це зробили[29].
- Французька акторка Луїза Фюзіль[en], яка шість років жила в Росії, стала свідком пожежі та описала відступ у своїх мемуарах.
- Кутузов, російський фільм (1943) з англійськими субтитрами, також описує пожежу в Москві 1812 року.
- Пожежу відтворено у радянському фільмі 1965–67 років Війна і мир. Знімальна група планувала сцени протягом 10 місяців і знімала пожежі шістьма наземними камерами, а також із вертольотів[30].
- Пожежу зображено у фільмі Наполеон 1955 року, а також у фільмі Наполеон 2023 року.